# Résolution 1088 du Conseil de sécurité des Nations unies
 (juillet 2024).
Si vous disposez d'ouvrages ou d'articles de référence ou si vous connaissez des sites web de qualité traitant du thème abordé ici, merci de compléter l'article en donnant les références utiles à sa vérifiabilité et en les liant à la section « Notes et références ».
Membres permanents
- Chine
- États-Unis
- France
- Royaume-Uni
- Russie

Membres non permanents
- Allemagne
- Botswana
- Chili
- Corée du Sud
- Égypte
- Guinée-Bissau
- Honduras
- Indonésie
- Italie
- Pologne

Résolution no 1087 Résolution no 1089
La résolution 1088 du Conseil de sécurité des Nations unies, adoptée à l'unanimité le 12 décembre 1996, après avoir rappelé toutes les résolutions sur le conflit en ex-Yougoslavie et notamment les résolutions 1031 (1995) et 1035 (1995), a, agissant en vertu du Chapitre VII de la Charte des Nations unies, a autorisé la création de la Force de stabilisation (SFOR pour Stabilisation Force) en Bosnie-Herzégovine pour remplacer l'Implementation Force (IFOR). 
Lors d'une conférence sur la Bosnie-Herzégovine, un plan d'action a été élaboré pour consolider le processus de paix. Des élections ont eu lieu dans le pays conformément aux accords de Dayton et des institutions ont été établies conformément à la Constitution de Bosnie-Herzégovine. La Croatie et la république fédérale de Yougoslavie (Serbie et Monténégro) ont joué un rôle positif dans le processus de paix, et les efforts de tous ont été salués, notamment du haut représentant international en Bosnie-Herzégovine, de l'IFOR et d'autres organisations internationales.
Le Conseil de sécurité s'est félicité de la reconnaissance mutuelle entre les États issus de la dissolution de la Yougoslavie et a souligné l'importance d'une normalisation complète de leurs relations diplomatiques. Il leur a été rappelé leurs obligations en vertu des résolutions précédentes du Conseil de sécurité et en faveur de la pleine mise en œuvre des accords de Dayton et de la coopération avec les Nations unies.
Les États membres ont été autorisés à établir la SFOR comme successeur légal de l'IFOR pour une période de 18 mois. Ils devaient prendre toutes les mesures nécessaires pour garantir le respect de l'annexe 1-A de l'accord de paix et son droit de se défendre contre les attaques ou les menaces. La Bosnie-Herzégovine a également demandé une extension de la Force internationale de police des Nations unies qui faisait partie de la Mission des Nations unies en Bosnie-Herzégovine (MINUBH). Le mandat de la MINUBH a été prolongé jusqu'au 21 décembre 1997 et le Conseil de sécurité a exigé que toutes les missions des Nations unies travaillent ensemble.

## Voir également
- Guerre de Bosnie-Herzégovine
- Dislocation de la Yougoslavie
- Guerre de Croatie
- Guerres de Yougoslavie